# Panasuan
Panasuan (Alternativnamen: To Pamosean, To Panasean) ist eine im Bezirk Mamuju (2 Dörfer in den Distrikten Kalumpang und Seko) auf Sulawesi gesprochene Sprache. Sie gehört zu den austronesischen Sprachen.